# 한국K-POP고등학교
한국K-POP고등학교(韓國K-POP高等學校)는 대한민국 충청남도 홍성군 광천읍 신진리에 있는 사립 고등학교이다.

## 학교 연혁
- 1954년 2월 24일 : 재단법인 광흥학원(병설 중고)
- 1954년 4월 7일 : 재단법인 광흥학원 설립
- 1962년 12월 31일 : 광흥여자고등학교 설립인가
- 1963년 3월 5일 : 광흥여자고등학교 개교(3학급)
- 1964년 1월 25일 : 재단법인 광흥학원을 학교법인 광흥학원으로 조직변경
- 1970년 12월 16일 : 위치 변경(광천읍 신진리(372-2))
- 1972년 11월 8일 : 광천고등학교로 학교명 변경(6학급 인가)
- 1979년 4월 16일 : 학교법인 영수학원 설립인가
- 1980년 10월 10일 : 학급증설 인가(18학급)
- 1990년 12월 9일 : 본관 2층 증축 공사 준공
- 1993년 11월 1일 : 본관 3층 증축 공사 완공
- 2007년 12월 31일 : 급식실 준공(400명)
- 2010년 12월 30일 : 박상진 이사장 취임
- 2013년 1월 1일 : 학교법인 천수학원으로 변경
- 2017년 3월 1일 : 박병규 교장 취임
- 2018년 8월 20일 : 실용음악 개인 연습실 및 합주실 완공
- 2019년 7월 25일 : 특성화계열 K-POP공연예술과로 학과 개편 승인
- 2019년 12월 3일 : K-POP교과운영실 리모델링 완공
- 2019년 12월 6일 : 한국K-POP고등학교 교명 변경 인가
- 2021년 8월 31일 : 기숙사(드림하우스) 준공
- 2022년 5월 30일 : 음악관(이도관) 준공
- 2024년 1월 5일 : 제59회 졸업식(졸업생 누계 8,109명)
- 2024년 3월 4일 : K-POP공연예술과 신입생 입학(51명)

## 설치 학과
- K-POP공연예술과

## 참고 자료
- 한국K-POP고등학교 - 한국교육학술정보원 학교알리미